# Гурия
Гу́рия (груз. გურია guria; груз. გურიის მხარე guriis mxare) — современный административный край и историческая область на западе Грузии. Административный центр и крупнейший город — Озургети.

## История
Топоним «Гурия» впервые встречается в грузинской хронике Псевдо-Джуаншера ок. 800 года.
В 1352 году Гурия стала отдельным феодальным владением княжеского рода Варданидзе-Дадиани, а после 1463 года образовалось независимое Гурийское княжество. Тогда оно включало также большую часть современной Аджарии вместе с городом Батуми.
Ослабленная долгими войнами с Османской империей Гурия в 1810 году перешла под протекторат России, а затем в 1829 году полностью вошла в её состав. В 1819 и 1841 годах в Гурии вспыхивали восстания.
В 1840 году в границах Гурии был образован Озургетский уезд с центром в Озургети в составе Грузино-Имеретинской губернии. В 1846 году эта губерния была расформирована, и Озургетский уезд оказался в Кутаисской губернии. Это положение сохранялось вплоть до 1918 года. Всё это время Гурия оставалась практически стопроцентной грузинской областью, не затронутой переселением русских и других народов в пределах Российской империи.
В 1902—1906 году территория Озургетского уезда управлялась крестьянским самоуправлением, возникшем как альтернатива государственным органам местной власти и получившем название Гурийская республика.
В 1918 году Гурия вошла в состав Грузинской демократической республики, просуществовавшей до марта 1921 года.
Первое время после образования Грузинской Советской Республики (позднее ССР Грузия) сохранялся Гурийский уезд, который затем был разделен на 3 района. Главный город края — Озургети — в 1929—1991 годах назывался Махарадзе.
В 1995 году в Грузии было введено краевое деление, и Гурия стала одним из краёв (мхаре), тем самым возвращая историческое название в официальный обиход.

## Административное деление
В административном отношении Гурия состоит из трёх муниципалитетов (до 2006 года — районов). С 2016 до 2018 гг. город Озургети был приравнен к муниципалитету (был городом краевого подчинения).
| Муниципалитет              | флаг | герб | площадь, км² | население перепись 2002, чел. | население перепись 2014, чел. | население оценка 2018, чел. | центр         |
| -------------------------- | ---- | ---- | ------------ | ----------------------------- | ----------------------------- | --------------------------- | ------------- |
| Ланчхутский муниципалитет  | Герб | Герб | 533          | 40 507                        | 31 486                        | 30 804                      | г. Ланчхути   |
| Озургетский муниципалитет  | Герб | Герб | 675          | 78 760                        | 62 863                        | 61 305                      | г. Озургети   |
| Чохатаурский муниципалитет | Герб | Герб | 824          | 24 090                        | 19 001                        | 18 415                      | пгт Чохатаури |
| Гурия, всего               |      |      | 2033         | 143 357                       | 113 350                       | 110 524                     | г. Озургети   |

Города: Озургети (14 785 чел., перепись 2014 г.), Ланчхути (6395 чел.).
Посёлки городского типа: Кведа-Насакирали (2898 чел., перепись 2014 г.), Лайтури (2697 чел.), Наруджа (2148 чел.), Чохатаури (1815 чел.), Уреки (1166 чел.).

## Население
По состоянию на 1 января 2022 года численность населения края составила 117 524 жителей, на 1 января 2014 года — 138 800 жителей.
Население края по переписи населения 2014 года составило 117 350 человек, по переписи 2002 года — 143 357 человек (3,3 % от населения страны).
Подавляющее большинство населения Гурии составляют грузины, в основном одна из их этнографических групп — гурийцы (гурулеби).
Национальный состав муниципалитетов Гурии (2014)
| муниципалитет | всего   | грузи- ны | %       | ар- мяне | %      | рус- ские | %      | ук- раин- цы | %      | азер- байд- жанцы | %      | осети- ны | %      | гре- ки | %      | ези- ды | %      | др. | %      |
| ------------- | ------- | --------- | ------- | -------- | ------ | --------- | ------ | ------------ | ------ | ----------------- | ------ | --------- | ------ | ------- | ------ | ------- | ------ | --- | ------ |
| Ланчхутский   | 31 486  | 31 135    | 98,89 % | 102      | 0,32 % | 157       | 0,50 % | 35           | 0,11 % | 8                 | 0,03 % | 5         | 0,02 % | 12      | 0,04 % | 0       | 0,00 % | 32  | 0,10 % |
| Озургетский   | 62 863  | 61 096    | 97,19 % | 1115     | 1,77 % | 370       | 0,59 % | 104          | 0,17 % | 25                | 0,04 % | 21        | 0,03 % | 13      | 0,02 % | 17      | 0,01 % | 102 | 0,16 % |
| Чохатаурский  | 19 001  | 18 937    | 99,66 % | 11       | 0,06 % | 37        | 0,19 % | 2            | 0,01 % | 1                 | 0,01 % | 4         | 0,02 % | 3       | 0,02 % | 0       | 0,00 % | 6   | 0,03 % |
| Гурия, всего  | 113 350 | 111 168   | 98,07 % | 1228     | 1,08 % | 564       | 0,50 % | 141          | 0,12 % | 34                | 0,03 % | 30        | 0,03 % | 28      | 0,02 % | 17      | 0,01 % | 140 | 0,12 % |

## Общая карта
Легенда карты:
|  | Административный центр, 18 300 чел. |
|  | от 5 000 до 10 000 чел.             |
|  | от 2 000 до 5 000 чел.              |
|  | от 1 000 до 2 000 чел.              |
|  | от 500 до 1 000 чел.                |
|  | от 200 до 500 чел.                  |